# Динамо (Тернопіль)
Динамо — колишній аматорський футбольний клуб у місті Тернопіль. Якийсь час — найсильніша команда міста.

## Відомості
У 1948 році разом з «Локомотивом» та «Спартаком» розіграли кубок Тернополя. Трофей вибороли залізничники, які перемогли динамівців 2:1 та спартаківців 13:2 відповідно.

### Досягнення
- Чемпіон Тернопільської області з футболу — 1956, 1957
- Володарі Кубка Тернопільської області з футболу — 1952—1957 (співрекорд)